# جورة محاد
جورة محاد هي قرية لبنانية من قرى قضاء كسروان في محافظة جبل لبنان.